# Attentat du cinéma Le Building
L'attentat du cinéma Le Building est une attaque à la bombe incendiaire survenue le 3 octobre 1988 à Besançon, dont l'auteur est un militant intégriste catholique et membre du Front national. Il entendait agir contre la projection du film La Dernière Tentation du Christ, s'inscrivant dans une forte opposition à l'encontre de ce film.

## Déroulement
Le cinéma Le Building, situé rue Proudhon dans un bâtiment construit en 1926 et comprenant 480 places, décide de projeter le film La Dernière Tentation du Christ de Martin Scorsese, malgré une vague d'opposition violente sans précédent contre ce film et toute forme de promotion et de soutiens. En effet, l’œuvre est jugée blasphématoire par les catholiques les plus fervents, en particulier la mouvance traditionaliste, mais également des officiels de l'Église, aussi les protestations visant alors surtout les salles vont des menaces, aux prières de rue, jusqu'aux actes violents ; les villes de Metz et Paris enregistreront elles aussi des événements similaires à celui de Besançon, avec plusieurs blessés graves et un mort. Dans la nuit du samedi au dimanche 3 octobre 1988, un militant intégriste catholique pénètre sur le site, et cache sous un siège une bombe incendiaire artisanale à retardement électronique. L'engin finira par s'enclencher moins d'une heure après la fin du film, embrasant presque intégralement le rez-de-chaussée,. L'auteur, âgé de vingt-huit ans, lieutenant de réserve et également ancien candidat local du Front national, était en lien direct avec le terroriste du cinéma Saint-Michel,. L'annonce de cet acte provoque un mouvement de dénonciation large de la part de la profession et de la population ; le plazza Victor Hugo (alors situé rue des Granges) remet La Dernière Tentation du Christ à l'affiche quinze jours plus tard, mais avec une forte présence policière et la fouille systématique des spectateurs puisque de nouvelles menaces sont proférées. Cet incident provoque la fermeture définitive du cinéma Le Building,.